# Родинська
Ро́динська — проміжна залізнична станція Лиманської дирекції Донецької залізниці на лінії Покровськ — Дубове між станціями Покровськ 10 км та Мерцалове 8 км. Розташована в місті Родинське Покровського району Донецької області.

## Історія
Станція Родинська відкрита приблизно у 1951—1955 роках. Роботи щодо облаштування станції Родинська почалися у 1951 році, коли від головної колії у напрямку Красноармійська — Добропілля був побудований розвантажувальний тупик, почали формувати колійний розвиток, а також будувати під'їзні колії до шахт «Родинська» № 2 ім. XXI з'їзду КПРС (нині — «Білицька»), а згодом — до інших шахт. Офіційною датою відкриття станції вважається лютий 1952 року, хоча будівельні роботи тут тривали ще досить тривалий час. Станом на 1954 рік станція почала відправляти перші вугільні маршрути у напрямку Красноармійська. Облаштування станції завершилося лише у 1955 році. Докучала нестача вивізних локомотивів. Працівники станції скаржилися: щоб відправити їх вагони на Красноармійськ — паровози не виділялися, проте з боку Добропілля протягом визначеного часу курсували декілька паровозів резервом, але вони не забирали вагони з вугіллям. Що стосується маневрових паровозів, на станції їх було спочатку два, а з 1962 року — три одиниці, які застосовувалися як для формування-розформування вагонів, так і для подачі вагонів на шахтні станції та вивезення вугілля.
У 1960 році станція Родинська відправила 2,57 млн т (з них практично весь обсяг займав вугілля, 1,6 тис. т — металобрухт, рейки тощо), а прийняла — 286 тис. т різних вантажів (з них близько 164 т — будматеріали, близько 53 т — ліс тощо). Серед прийнятих по станції Родинська вантажів трапляються також машини, харчові продукти (риба, пиво, борошно, сіль, цукор, макаронні вироби), зворотна тара.
У 1960-х роках зведена будівля вокзалу. У 1964 році обсяг відправлення вантажів на станції зріс на 34 %, а прийому — на 58 %. З 1964 року на напрямку Красноармійськ — Добропілля — Лозова (сполучна гілка Дубове — Мерцалове була побудована до 1960 року) вантажні поїзди курсували під тягою тепловозів, які витіснили до 1970-х років на поїзній роботі морально застарілі паровози. Щодо маневрової роботи, тут останній паровоз випустив пару у 1976 році. Отже, вантажообіг станції протягом 1950-ті — 1970-ті років ХХ століття був високим. Одна лише шахта «Краснолиманська» надавала до 500 вагонів вугілля на добу, а «Родинська» № 2  — до 150 вагонів.
Відповідно технічно-розпорядчого акту станції Родинська станом на 1960 рік, колійний розвиток станції Родинська включав такі колії:
- приймально-відправну для вантажних і пасажирських поїздів № 3, з пасажирською платформою і приміщенням для навантаження-розвантаження багажу — тоді ще у вагоні, знятому з рейок;
- приймально-відправні для вантажних поїздів № 1, 2, 4 (колія № 1 — головна, на колії № 2 допускався відстій пасажирського поїзда під час схрещення двох пасажирських потягів);
- накопичувальну й приймально-відправну на шахти;
- приймально-відправну на шахти;
- для накопичення вантажу на Красноармійськ (дві колії);
- витяжний тупик;
- з'єднувальна колія й запобіжний тупик (з боку шахт № 2 «Родинська» та «Краснолиманська»).

За спогадами залізничників, які працювали на станції у 1960-х роках, робота з формування маршрутів фактично проводилася на трьох коліях, чого було, звичайно ж, недостатньо для забезпечення безперебійної роботи станції, яка обслуговувала 6 шахт та дві збагачувальні фабрики. Пізніше став до ладу асфальто-бетонний завод для забезпечення безперебійності роботи станції.

## Пасажирське сполучення
З перших днів роботи на станції зупинялися робочі (приміські) поїзди Красноармійськ — Добропілля, які тривалий час зупинялися й біля Сухецької будки, за 2 км північніше Родинської.
З 1963 року через станцію Родинська курсували дві пари приміських поїздів сполученням Дубове — Красноармійськ, одна з яких з 1965 року курсувала в складі дизель-поїзда локомотивного депо Іловайськ.
У 1969 році маршрут руху дизель-поїзда був продовжений до станції Лозова.
У 1979 році через Родинську курсували дизель-поїзди сполученням:
- Попасна — Добропілля (1 пара);
- Красноармійськ — Вітерець (1 пара, з 1981 року продовжено до станції Дубове);
- Легендарна — Красноармійськ (2 пари).

У 1990-ті роки приміські поїзди, за відсутністю автобусних рейсів, стали єдиним сполученням для родинців. Останній приміський поїзд прослідував станцію Родинська восени 2007 року, господарський із можливістю проїзду пасажирів — у 2009 році, проте вантажна робота на станції, пропуск транзитних вантажних й робочих поїздів, в тому числі від Покровська до Дубового, тривали постійно.
Ситуація змінилася з початком повномасштабного російського вторгнення в Україну, особливо у 2024 році, коли лінія фронту наблизилася на 10-12 км від міста.